# Woman (canção de John Lennon)
"Woman" é uma canção composta e gravada pelo músico britânico John Lennon para o álbum Double Fantasy, de 1980. A faixa foi escolhido pelo próprio para ser o segundo single do álbum, e acabou por ser tornar o primeiro após a sua morte em 8 de dezembro de 1980. O lado B do single foi a canção "Beautiful Boys".

## História
Lennon escreveu "Woman" como homenagem à sua esposa, Yoko Ono, e para todas as mulheres. Em uma entrevista para a revista Rolling Stone em 5 de dezembro de 1980, três dias antes de seu assassinato, John Lennon disse que a canção foi composta porque em uma tarde de sol nas Bermudas, de repente compreendi o que as mulheres fazem por nós. Não só o que minha Yoko faz por mim, embora estivesse pensando em termos pessoais... mas qualquer verdade é universal. O que percebi é que não estava dando valor a nada. As mulheres realmente são a outra metade do céu, como sussurro no início da música. É “nós” ou nada. A música me lembra de uma faixa dos Beatles, embora não estivesse tentando fazê-la soar como uma faixa dos Beatles. Eu a escrevi da mesma forma que compus “Girl” há muitos anos – uma onda meio que me atinge, e saiu assim". Lennon definiu “Woman” como a versão adulta de “Girl”.
Em 5 de junho de 1981, Geffen relançou "Woman" como um single como parte de sua série "Back to Back Hits", com "(Just Like) Starting Over" como lado B. No Reino Unido, o single estreou em número três, chegando ao número dois e finalmente atingindo a primeira posição, onde ficou por duas semanas, tendo conquistado o lugar de "Imagine", também de Lennon. Nos Estados Unidos, oalcançou a posição número dois na Billboard Hot 100, conseguindo chegar ao número um na Cashbox Top 100.
Um filme promocional para a música foi criado por Yoko Ono em janeiro de 1981. Durante a maior parte do vídeo, Lennon e Ono são vistos andando pelo Central Park, Nova Iorque perto do que se tornaria o memorial Strawberry Fields em frente ao Edifício Dakota. Esta filmagem foi dirigida pelo fotógrafo Ethan Russell em 26 de novembro de 1980. Outras imagens de Ono sozinho, juntamente com fotos e cobertura jornalística do assassinato de Lennon, também foram incluídas.

## Paradas
| Parada (1981)                                            | Melhor posição |
| -------------------------------------------------------- | -------------- |
| Austrália                                                | 4              |
| Áustria                                                  | 3              |
| Canadá                                                   | 1              |
| Alemanha                                                 | 4              |
| Irlanda (IRMA)                                           | 1              |
| Países Baixos                                            | 11             |
| Noruega                                                  | 5              |
| Nova Zelândia                                            | 1              |
| África do Sul (Springbok)                                | 4              |
| Suíça                                                    | 2              |
| Reino Unido (UK Singles Chart)                           | 1              |
| Estados Unidos (Billboard Hot 100)                       | 2              |
| Estados Unidos (Billboard Hot Adult Contemporary Tracks) | 4              |
| Estados Unidos (Cash Box Top 100)                        | 1              |
| Zimbábue (ZIMA)                                          | 1              |

| Parada (1981)                      | Rank |
| ---------------------------------- | ---- |
| Austrália                          | 34   |
| Canadá                             | 15   |
| Nova Zelândia                      | 10   |
| Estados Unidos (Billboard Hot 100) | 21   |
| Estados Unidos (Cash Box)          | 16   |

| Parada (1958–2018)                 | Posição |
| ---------------------------------- | ------- |
| Estados Unidos (Billboard Hot 100) | 400     |

### Certificações e vendas
| Região               | Certificação | Vendas  |
| -------------------- | ------------ | ------- |
| Nova Zelândia (RMNZ) | Ouro         | 10,000^ |